# 교회력

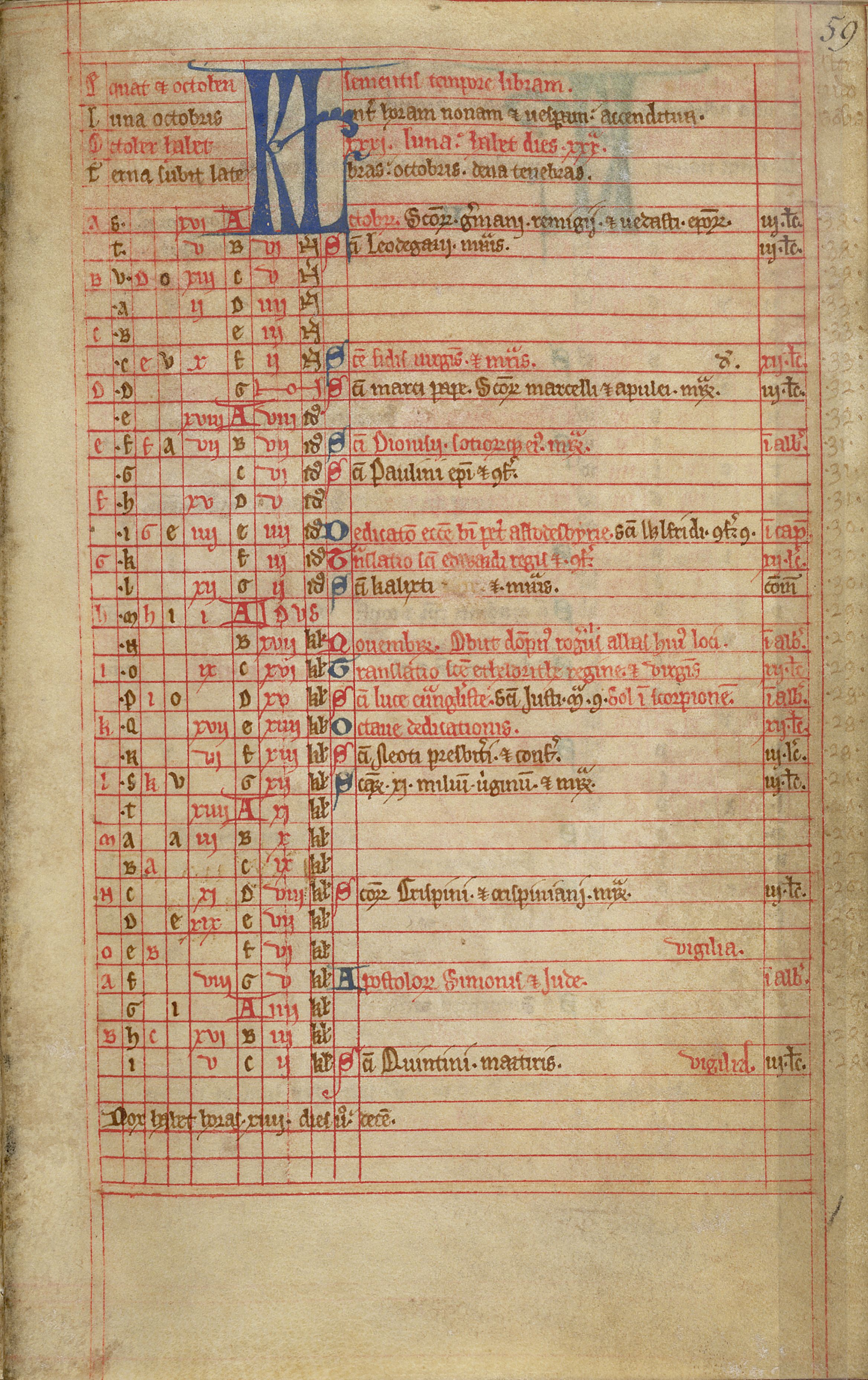

교회력(敎會歷, 라틴어: Annus Ecclesiasticus), 전례력(典禮曆, 라틴어: annus liturgicus), 성력(聖曆, 라틴어: annus sacer), 월력(月曆)은 기독교에서 지키는 절기들을 배열한 달력이다. 주로 예수 그리스도의 삶, 죽음, 부활에 집중되어 있다.

## 교회력의 구성
교회력은 기독교 교파마다 차이가 있으나, 기독교의 중요절기인 부활절과 성탄절을 기준으로 구성되며, 일반적으로 동방교회는 9월, 서방교회는 사용되는 양력인 그레고리력의 한 해의 시작과 달리 성탄 4주 전인 대림절을 한 해의 시작으로 본다. 그레고리력이 1월 1일로 한해를 시작한다면, 서방교회력은 성탄전 4주간 예수의 성탄과 다시 오심을 기다리는 대림절로 한 해를 시작하는 것이다. 서방교회 전통인 성공회, 천주교, 장로교, 루터교, 감리교, 동방교회 전통인 정교회, 오리엔트 정교회 등에서 교회력에 따른 신앙생활을 하고 있다. 교회력을 지키는 교회에서는 교회력 절기에 따른 예복색과 교회력절기에 따라 성서말씀을 배치한 성서정과를 사용하는데,현재 세계서방교회에서 사용하는 성서정과는 RCL(개정공동성서정과)이다.

## 교회력 속의 절기
| 시기                                                                          | 날짜                                                    | 명칭                                        |
| ----------------------------------------------------------------------------- | ------------------------------------------------------- | ------------------------------------------- |
| 대림절                                                                        | 11월 27일 ~ 12월 3일 사이의 주일                        | 대림 제1주일                                |
| 대림절                                                                        | 12월 4일 ~ 12월 10일 사이의 주일                        | 대림 제2주일                                |
| 대림절                                                                        | 12월 11일 ~ 12월 17일 사이의 주일                       | 대림 제3주일                                |
| 대림절                                                                        | 12월 18일 ~ 12월 24일 사이의 주일                       | 대림 제4주일                                |
| 성탄 시기                                                                     | 12월 24일 밤                                            | 주님 성탄 대축일 전야                       |
| 성탄 시기                                                                     | 12월 25일                                               | 주님 성탄 대축일                            |
| 성탄 시기                                                                     | 주님 성탄 대축일 다음 주일                              | 예수, 마리아, 요셉의 성가정 축일            |
| 성탄 시기                                                                     | 1월 1일                                                 | 천주의 성모 마리아 대축일                   |
| 성탄 시기                                                                     | 1월 6일                                                 | 주님 공현 대축일                            |
| 성탄 시기                                                                     | 1월 6일 다음 주일                                       | 주님 세례 축일                              |
| 연중 시기                                                                     | 주님 세례 축일 다음날 ~ 같은 주 토요일                  | 연중 제1주간 평일                           |
| 연중 시기                                                                     | 주님 세례 축일 다음 주일                                | 연중 제2주일                                |
| 연중 시기                                                                     | 2월 2일                                                 | 주님 봉헌 축일                              |
| 사순 시기                                                                     | 주님 부활 대축일로부터 46일 전에 해당되는 수요일        | 재의 수요일                                 |
| 사순 시기                                                                     | 재의 수요일 이후의 목요일 ~ 토요일                      | 재의 예식 다음 평일                         |
| 사순 시기                                                                     | 주님 부활 대축일로부터 6주 전                           | 사순 제1주간                                |
| 사순 시기                                                                     | 주님 부활 대축일로부터 5주 전                           | 사순 제2주간                                |
| 사순 시기                                                                     | 주님 부활 대축일로부터 4주 전                           | 사순 제3주간                                |
| 사순 시기                                                                     | 주님 부활 대축일로부터 3주 전                           | 사순 제4주간                                |
| 사순 시기                                                                     | 주님 부활 대축일로부터 2주 전                           | 사순 제5주간                                |
| 사순 시기                                                                     | 3월 19일                                                | 복되신 동정 마리아의 배필 성 요셉 대축일    |
| 사순 시기 또는 성주간 또는 부활시기 (그래서 축일이동이 때에 따라 옮겨 지낸다) | 3월 25일                                                | 주님 탄생 예고 대축일                       |
| 성주간                                                                        | 주님 부활 대축일로부터 1주 전의 주일                    | 주님 수난 성지 주일                         |
| 성주간                                                                        | 주님 수난 성지 주일 다음 월요일 ~ 목요일                | 성주간 평일                                 |
| 고난주간(파스카) 성삼일                                                       | 주님 부활 대축일 직전 목요일 저녁                       | 성목요일                                    |
| 고난주간(파스카) 성삼일                                                       | 주님 부활 대축일 직전 금요일                            | 성금요일                                    |
| 고난주간(파스카) 성삼일                                                       | 주님 부활 대축일 직전 토요일                            | 성토요일                                    |
| 고난주간(파스카) 성삼일                                                       | 성토요일 밤                                             | 부활 성야                                   |
| 부활 시기                                                                     | 춘분 후 첫 만월 다음 주일                               | 주님 부활 대축일                            |
| 부활 시기                                                                     | 부활 제6주간 목요일                                     | 주님 승천 대축일                            |
| 부활 시기                                                                     | 부활 제7주일 다음 주일                                  | 성령 강림 대축일                            |
| 연중 시기                                                                     | 성령 강림 대축일 다음 주일                              | 지극히 거룩하신 삼위일체 대축일             |
| 연중 시기                                                                     | 지극히 거룩하신 삼위일체 대축일 다음 주일               | 지극히 거룩하신 그리스도의 성체 성혈 대축일 |
| 연중 시기                                                                     | 지극히 거룩하신 그리스도의 성체 성혈 대축일 다음 금요일 | 지극히 거룩하신 예수 성심 대축일            |
| 연중 시기                                                                     | 지극히 거룩하신 예수 성심 대축일 다음날                 | 티 없이 깨끗하신 성모 성심 기념일           |
| 연중 시기                                                                     | 8월 15일                                                | 성모 승천 대축일                            |

## 예전색
예전색은 교회력 절기에 맞는 예복색을 말한다. 서방교회에서 다음과 같은 색상들이 사용된다.
- 보라색(자색): 참회(사순절에 사용), 기다림(대림절에 사용), 장례 (상장예식과 모든 영혼의 날 전례에서 사용.)
- 흰색(백색): 축제, 기쁨, 부활 의미로 주로 사용하며, 제2차 바티칸 공의회 이후 로마 가톨릭과 성공회에서는 성인, 성모 마리아, 상장예식과 위령미사(별세미사)에서 별세한 교우의 부활의 의미로 사용.)
- 붉은색(적색): 성령, 순교. 성령강림대축일이나 순교자축일, 사순절기간에 사용한다.
- 녹색: 생명, 희망. 연중 기간에 사용한다.
- 검은색(흑색): 죽음, 비탄 (16세기부터 개신교회에서는 사용하지 않으며, 제2차 바티칸 공의회 이후 1970년대부터 천주교회와 성공회의 전례와 상장예식에서는 자제되고 있음.), 장례예식에서 흰색을 사용하나 일부에서 검은색을 사용하기도 함.
- 장미색: 대림 3주일과 사순 4주일 전례에서 그 시기 색깔인 보라색 대신 대림절과 사순절 동안 재계의 휴식과 그리스도의 탄생과 부활을 기다리는 의미로 사용(보라색으로 대체되기도 함)
- 푸른색(청색): 천주교에서만 사용하며, 마리아를 예수의 어머니로 공경하는 축일에 사용가능함.

동방교회에서도 사용하는 색깔은 거의 비슷하나 약간의 차이를 보이고 있다.
- 황색(금색): 연중 주간에 사용한다. 서방교회 역시 제2차 바티칸 공의회 이전 대축일에 황금색 제의를 사용하였다.
- 녹색: 종려주일에 사용한다.
- 검은색: 장례식 외에도 성 금요일 에피타피오스 의식에 사용한다.